# Каретный
Каретный — село в Козельском районе Калужской области. Входит в состав Сельского поселения «Село Чернышено».
Расположено примерно в 3 км к северо-западу от села Чернышено.

## Население
На 2010 год население составляло 2 человека.